# Pierre Vaultier
Pierre Vaultier (Briançon, 24 giugno 1987) è un ex snowboarder francese, doppio campione olimpico di snowboard cross ai Giochi olimpici, campione mondiale e vincitore di sei Coppe del Mondo della specialità.

## Biografia
Specialista di snowboard cross, ha esordito in Coppa del Mondo di snowboard il 17 settembre 2005 a Valle Nevado, in Cile. Ha ottenuto la prima vittoria il 17 marzo 2007 a Stoneham, in Canada. Si è laureato campione olimpico di snowboard cross a Soči 2014, bissando poi il titolo quattro anni dopo a Pyeongchang 2018.

## Palmarès

### Olimpiadi
- 2 medaglie:
  - 2 ori (snowboard cross a Soči 2014 e a Pyeongchang 2018)

### Mondiali
- 1 medaglia:
  - 1 oro (snowboard cross a Sierra Nevada 2017)

### Mondiali juniores
- 1 medaglia:
  - 1 bronzo (snowboard cross a Zermatt 2005)

### Coppa del Mondo
- Miglior piazzamento in classifica generale: 2º nel 2010
- Vincitore della Coppa del Mondo di snowboard cross nel 2008, nel 2010, nel 2012, nel 2016, nel 2017, e nel 2018
- 35 podi:
  - 22 vittorie
  - 12 secondi posti
  - 1 terzo posto

#### Coppa del Mondo - vittorie
| Data              | Luogo         | Paese         | Disciplina |
| ----------------- | ------------- | ------------- | ---------- |
| 17 marzo 2007     | Stoneham      | Canada        | SBX        |
| 29 settembre 2007 | Valle Nevado  | Cile          | SBX        |
| 15 febbraio 2008  | Sungwoo       | Corea del Sud | SBX        |
| 7 marzo 2008      | Stoneham      | Canada        | SBX        |
| 13 settembre 2008 | Chapelco      | Argentina     | SBX        |
| 12 settembre 2009 | Chapelco      | Argentina     | SBX        |
| 19 dicembre 2008  | Telluride     | Stati Uniti   | SBX        |
| 15 gennaio 2010   | Veysonnaz     | Svizzera      | SBX        |
| 21 gennaio 2010   | Stoneham      | Canada        | SBX        |
| 19 marzo 2010     | La Molina     | Spagna        | SBX        |
| 17 dicembre 2010  | Telluride     | Stati Uniti   | SBX        |
| 16 dicembre 2011  | Telluride     | Stati Uniti   | SBX        |
| 8 febbraio 2012   | Blue Mountain | Canada        | SBX        |
| 21 febbraio 2012  | Stoneham      | Canada        | SBX        |
| 21 marzo 2013     | Sierra Nevada | Spagna        | SBX        |
| 24 gennaio 2016   | Feldberg      | Germania      | SBX        |
| 21 febbraio 2016  | Sunny Valley  | Russia        | SBX        |
| 11 febbraio 2017  | Feldberg      | Germania      | SBX        |
| 5 marzo 2017      | La Molina     | Spagna        | SBX        |
| 25 marzo 2017     | Veysonnaz     | Svizzera      | SBX        |
| 27 gennaio 2018   | Bansko        | Bulgaria      | SBX        |
| 4 febbraio 2018   | Feldberg      | Germania      | SBX        |